# Trochoidea claudinae
Trochoidea claudinae é uma espécie de gastrópode  da família Hygromiidae.
É endémica de Espanha.